# Philippsburg
Philippsburg (pronunciación en alemán: /ˈfɪlɪpsˌbʊʁk/ⓘ) es una pequeña ciudad de Alemania, en el Distrito de Karlsruhe en Baden-Wurtemberg (nótese la ortografía: una ele, dos pes). 

## Historia
Antes de 1632 Philippsburg se llamaba "Udenheim".
La ciudad fue una posesión del obispo de Espira entre 1371 y 1803, cuando pasa al Margraviato de Baden. Philipp Christoph von Sötern (obispo entre 1610 y 1652) dio su nombre a la ciudad.
En enero de 1634 fue ocupada por las tropas suecas, que tuvieron que retirarse tras su derrota en Nördlingen.
Debido a la invasión francesa de los ducados de Lorena y Bar, un ejército aliado hispano-imperial se apoderó de la ciudad el 24 de enero de 1635.

Posteriormente, estuvo disputada por el Sacro Imperio Romano Germánico y Francia, que se hizo con la ciudad (1644-1676), posesión ratificada en la Paz de Westfalia, entre 1688-1697 y de nuevo en 1734-1738, durante la guerra de sucesión polaca y en cuyo sitio murió el duque de Berwick. 

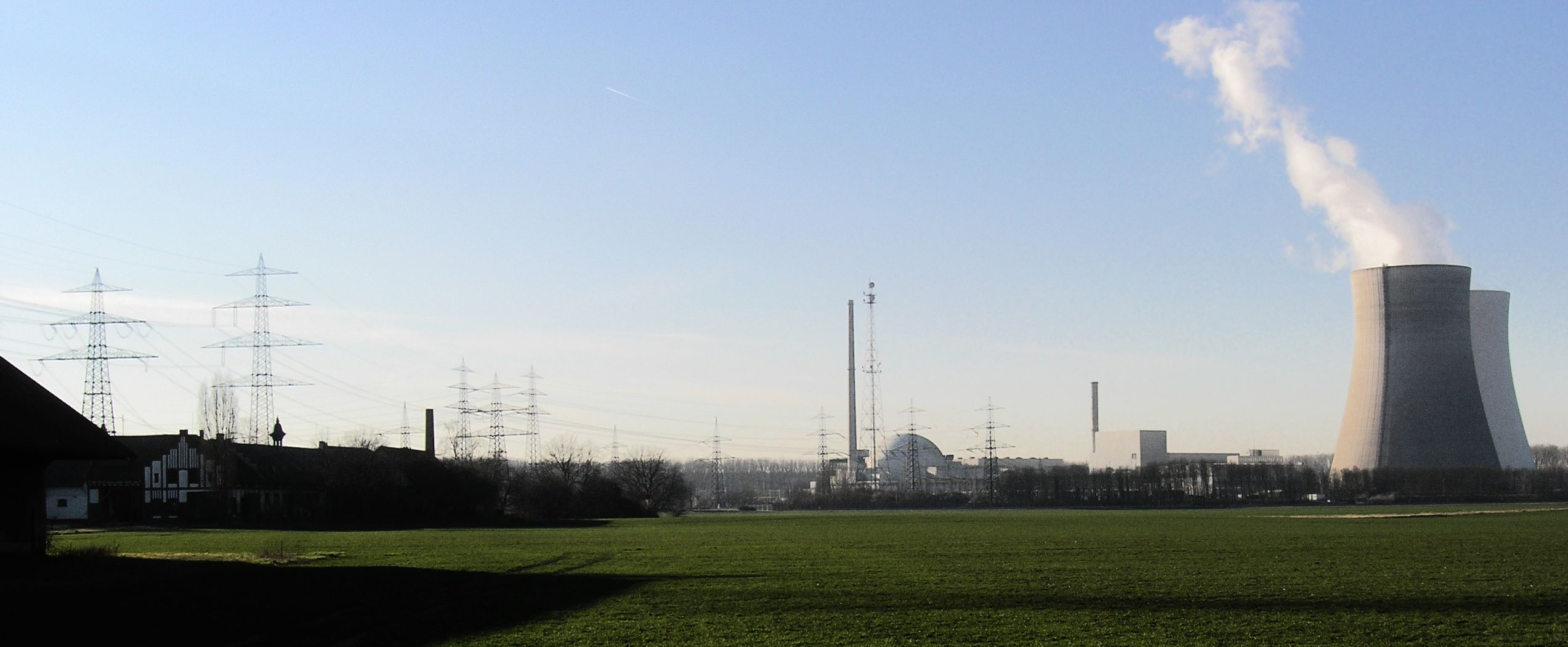
Central nuclear

La ciudad es la sede de una central nuclear.

## Economía
Esta ciudad, como el resto de Baden-Wurtemberg, disfruta de uno de los más altos niveles de riqueza económica en la Unión Europea (UE).